# Taenaris oenone
Taenaris oenone är en fjärilsart som beskrevs av Brooks 1950. Taenaris oenone ingår i släktet Taenaris och familjen praktfjärilar. Inga underarter finns listade i Catalogue of Life.